# Conselho do Comando Revolucionário do Egito

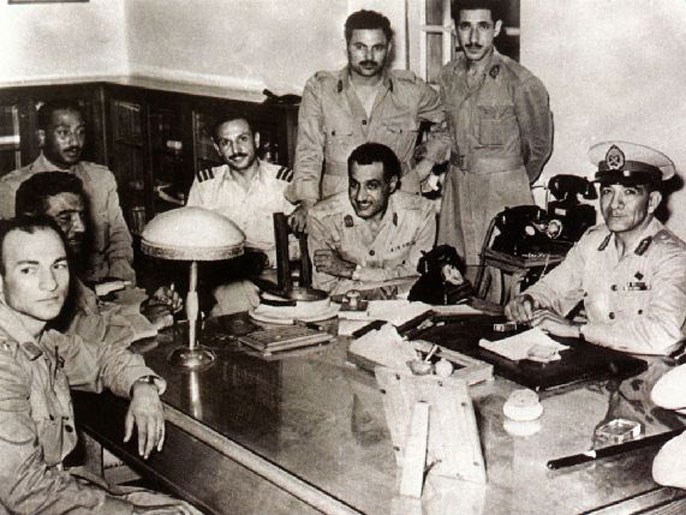
Conselho Revolucionário Egípcio no ano de 1953

O Conselho do Comando Revolucionário foi o órgão criado para supervisionar o Egito e o Sudão após a Revolução de 1952. Inicialmente selecionou Ali Maher Paxá como primeiro-ministro, mas, em seguida, o forçou a renunciar após uma divergência de opinião sobre a reforma agrária. Naquele tempo, o Conselho do Comando Revolucionário assumiu o controle total do Egito. O Conselho controlou o país até 1954, quando se dissolveu.
Membros iniciais do Conselho do Comando Revolucionário:
- Muhammad Naguib: presidente.
- Gamal Abdel Nasser: vice-presidente.
- Abdel Latif Boghdady
- Abdel Hakim Amer
- Gamal Salem
- Salah Salem
- Zakaria Mohieddin
- Khaled Mohieddin
- Anwar Sadat
- Hussein el-Shafei
- Hassan Ibrahim
- Kamal el-Din Hussein
- Abdel Moneim Amin
- Ahmed Shawqi
- Lutfi Wahid
- Kamal el-Din Rifaat
- Youssef Seddik
- Ahmed Anwar